# 乐陵郡
樂陵郡，东汉末到隋初的郡。

## 沿革
漢獻帝建安後期，分平原郡厭次、樂陵二縣，勃海郡陽信、新樂二縣，樂安郡濕沃縣置樂陵郡，治厭次城（今山東省惠民縣東北），屬冀州。轄境在今山東省滨州市一带。其中，新樂縣為新置縣，濕沃（一作“漯沃”）縣為復置縣。
魏齊王正始五年（244年），徙封曲陽王曹茂為樂陵王，改樂陵郡為樂陵國。晉武帝泰始元年（265年），以樂陵國轉封石苞。永嘉之亂後，國除為樂陵郡。
十六國時期，樂陵郡先後為後趙及其殘餘勢力（319年－353年）、前燕（353年－370年）、前秦（370年－384年）、後燕（384年－396年）所有。
北魏太武帝皇始元年（396年），攻佔後燕樂陵郡。後省併新樂縣，移治樂陵城（今山東省樂陵市東南）。北魏孝明帝熙平二年（517年），分瀛州、冀州置滄州，樂陵郡改屬滄州；勃海郡般、重合、平昌三縣改屬樂陵郡。孝昌中（525年－528年），析置重平縣。北魏後廢帝中興元年（531年），分樂陵郡般、重合、重平、平昌四縣置安德郡。北魏孝武帝太昌元年（532年），安德郡併入樂陵郡。東魏孝靜帝天平元年（534年），分樂陵郡復置安德郡。至此，樂陵郡領四縣：樂陵、陽信、厭次、濕沃。
北齊文宣帝天保七年（556年），省併厭次、濕沃二縣；廢安德郡，般、重合、重平三縣併入平昌縣，改屬樂陵郡。至此，樂陵郡領三縣：樂陵、陽信、平昌。隋文帝開皇三年（583年），廢樂陵郡，領縣直屬滄州。

## 人口
- 晉武帝太康中（280年－289年），樂陵國有3300戶。[6]
- 東魏孝靜帝武定中（543年－550年），樂陵郡有24998戶、85284口。[5]

## 長官

### 樂陵太守（－244年）
- 陳矯，字季弼，廣陵東陽人，漢獻帝建安中在任。[7]
- 韓暨，字公至，南陽堵陽人，漢獻帝建安中至魏文帝黃初七年（226年）在任。[8]
- 王沖，廣漢人，曹魏時在任。[9]

### 樂陵相（244年－310年代）
- 孫德祖，西晉時在任。[10]

### 樂陵太守（310年代－318年）
- 邵續，字嗣祖，魏郡安阳人，晉愍帝建興二年（314年）降於石勒，不久即遣使歸順於琅邪王司馬睿。[11]

### 樂陵太守（330年－577年）
- 賈堅，勃海人，前燕景昭帝二年（350年）出任，治高城。[12]
- 慕容鉤，前燕景昭帝元璽三年（354年）被殺，治厭次。[13]
- 劉提，長樂信都人，北魏道武帝時在任。[14]
- 安䐗，遼東人，北魏明元帝時在任。[15]
- 侯文和，北魏孝文帝時在任。[16]
- 盧洪，字曾孫，范陽涿人，北魏孝文帝太和中在任。[17]
- 高當，勃海人，追贈。[18]
- 潘僧固，北魏宣武帝永平元年（508年）見任。[19]
- 晁清，遼東人，北魏宣武帝時追贈。[20]
- 崔伯驎，清河東武城人，北魏宣武帝時在任。[21]
- 崔接，字顯賓，博陵安平人，北魏孝明帝時在任。[22]
- 張始均，字子衡，清河東武城人，北魏孝明帝時追贈。[23]
- 染华，字进乐，魏郡内黄人，北魏孝明帝正光五年（524年）追贈。[24]
- 張纂，字伯業，中山人。[25]
- 羅衡，代人。[26]
- 趙揆，字景則。[27]
- 李悕傑，趙郡平棘人，東魏孝靜帝武定中以貪汙賜死。[28]
- 趙潁，南清河人。[29]
- 房延祐，南清河人。[29]
- 鄭元禮，北齊時在任。[30]
- 房豹，字仲幹，清河人，北齊時在任。[29]

## 國主
- 樂陵王曹茂，244年－265年在位。
- 樂陵武公石苞，265年－273年在位。[3]
  - 樂陵公石統。
    -       - 樂陵公石演（武公曾孫），301年－？在位。[31]
- 趙公石勒，318年－319年在位，樂陵郡為趙國封內十三郡之一。
- 趙王石勒，319年－330年在位，樂陵郡為趙國封內二十四郡之一。[32]